# 謝里爾 (愛荷華州)
謝里爾（英語：Sherrill）是一個位於美國愛荷華州迪比克縣的城市。

## 地理
謝里爾的座標為42°36′10″N 90°46′56″W / 42.60278°N 90.78222°W，而該地的平均海拔高度為299米（即981英尺）。

## 人口
根據2010年美國人口普查的數據，謝里爾的面積為0.34平方千米，當中陸地面積為0.34平方千米，而水域面積為0.00平方千米。當地共有人口177人，而人口密度為每平方千米520人。